# Kenny Dalglish

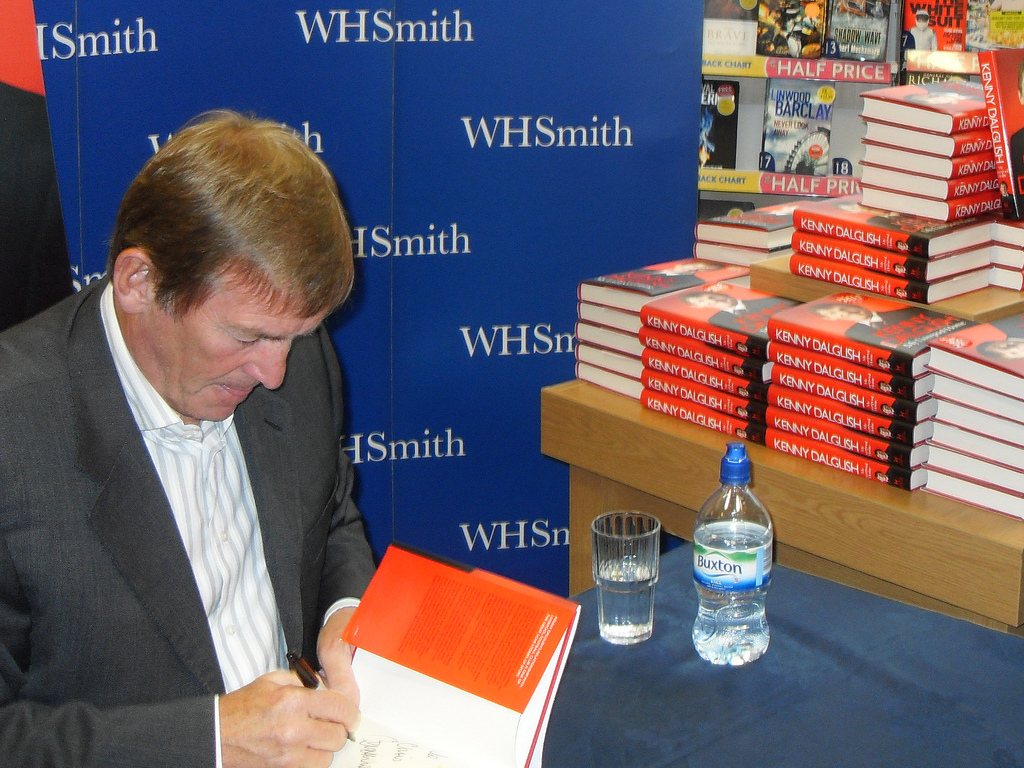
Kenny Dalglish el 2010.

Kenneth Mathieson Dalglish, MBE, (Dalmarnock, Glasgow, 4 de març de 1951) és un exfutbolista i entrenador de futbol britànic.

## Trajectòria esportiva
Membre del Saló de la Fama del futbol escocès i de l'anglès, fou un dels jugadors més destacats de la història del futbol britànic. Jugava a la posició de davanter. Durant els seus anys com a futbolista només defensà dos clubs, el Celtic FC als anys 70 i el Liverpool FC als 70 i 80.
Amb la selecció de futbol d'Escòcia fou el primer jugador a assolir les 100 internacionalitats (102 en total) entre els anys 1971 i 1986, on marcà 30 gols. Un cop retirat inicià una brillant carrera com a entrenador. És un dels pocs entrenadors que ha guanyat la lliga anglesa amb dos clubs diferents.
El 1998 fou escollit per la Football League a la llista de les 100 llegendes del futbol anglès.
Com a jugador
- Celtic FC 1969–1977, 204 partits, 167 gols
- Liverpool FC 1977–1990, 355 partits, 172 gols

Com a entrenador
- Liverpool FC: 1985–1991
- Blackburn Rovers FC: 1991–1995
- Blackburn Rovers FC: 1995–1996 (director de futbol)
- Newcastle United FC: 1997–1998
- Celtic FC: 1999–2000 (director de futbol)
- Celtic FC: 2000
- Liverpool FC: 2011–2012

## Palmarès
Com a jugador
- 3 Copa d'Europa de futbol: 1977/78, 1980/81, 1983/84
- 1 Supercopa d'Europa de futbol: 1977/78
- 4 Lliga escocesa de futbol: 1971/72, 1972/73, 1973/74, 1976/77
- 4 Copa escocesa de futbol: 1971/72, 1973/74, 1974/75, 1976/77
- 1 Copa de la Lliga escocesa de futbol: 1974/75
- 6 Lliga anglesa de futbol: 1978/79, 1979/80, 1981/82, 1982/83, 1983/84, 1985/86
- 1 Copa anglesa de futbol: 1985/86
- 4 Copa de la Lliga anglesa de futbol: 1980/81, 1981/82, 1982/83, 1983/84
- 5 Charity Shield: 1977/78, 1979/80, 1980/81, 1982/83, 1986/87

Com a entrenador
- 4 Lliga anglesa de futbol: 1985/86, 1987/88, 1989/90, 1994/95
- 2 Copa anglesa de futbol: 1985/86, 1988/89
- 4 Charity Shield: 1986/87, 1988/89, 1989/90, 1990/91
- 1 Copa de la Lliga escocesa de futbol: 1999/00

## Estadístiques com a entrenador
| Equip               | Nac. | De                 | A                  | Rècord | Rècord | Rècord | Rècord | Rècord |
| Equip               | Nac. | De                 | A                  | PJ     | PG     | PP     | PE     | %      |
| ------------------- | ---- | ------------------ | ------------------ | ------ | ------ | ------ | ------ | ------ |
| Liverpool FC        |      | 30 de maig 1985    | 22 de febrer 1991  | 297    | 180    | 41     | 76     | 60.60  |
| Blackburn Rovers FC |      | 12 d'octubre 1991  | 25 de juny 1995    | 195    | 102    | 47     | 46     | 52.30  |
| Newcastle United FC |      | 14 de gener 1997   | 27 d'agost 1998    | 78     | 30     | 26     | 22     | 38.46  |
| Celtic FC           |      | 10 de febrer 2000  | 1 de juny 2000     | 18     | 10     | 4      | 4      | 55.55  |
| Liverpool FC        |      | 8 de gener de 2011 | 16 de maig de 2012 | 74     | 35     | 17     | 22     | 47.73  |